# Albert Prager
Albert Prager (* 20. März 1842 in Pohrlitz, Kronland Mähren; † 27. Juni 1915 in Wien) war ein österreichischer sozialdemokratischer Politiker und Redakteur. Er war einer der Pioniere der österreichischen Arbeiterbewegung.

## Leben
Prager, von Beruf Ziseleur, gründete im Dezember 1867 mit weiteren den Allgemeinen Arbeiter-Bildungsvereins in Wien-Gumpendorf, einer Vorläuferorganisation der Sozialdemokratischen Partei Österreichs, und wurde Mitglied dessen Ausschusses. Zudem war Prager 1868 Mitglied des Gründungskomitees der Arbeiter-, Kranken- und Invalidenkasse und des Sozialdemokratischen Komitees, das zu den Arbeiterbildungsvereinen und zur Internationalen Arbeiter-Association (Erste Internationale) Verbindungen pflegte. 
Prager war auch Redakteur des sozialdemokratischen Organs „Der Radikale“ und viele Jahre lang Eigentümer, Herausgeber und Redakteur der politischen Zeitschrift „Die Donau“.